# Чалбучі-Кілга
Чалбучі́-Кілга́ (рос. Чалбучи-Килга) — село у складі Нерчинсько-Заводського району Забайкальського краю, Росія. Входить до складу Булдуруйського сільського поселення.

## Населення
Населення — 239 осіб (2010; 261 у 2002).
Національний склад (станом на 2002 рік):
- росіяни — 98 %